# Euphorbia noxia
Euphorbia noxia är en törelväxtart som beskrevs av Ferdinand Albin Pax. Euphorbia noxia ingår i släktet törlar, och familjen törelväxter. IUCN kategoriserar arten globalt som sårbar. Inga underarter finns listade i Catalogue of Life.